# Хирц-Маулсбах
Хирц-Маулсбах (њем. Hirz-Maulsbach) општина је у њемачкој савезној држави Рајна-Палатинат. Једно је од 119 општинских средишта округа Алтенкирхен (Вестервалд). Према процјени из 2010. у општини је живјело 332 становника. Посједује регионалну шифру (AGS) 7132053.

## Географски и демографски подаци
Хирц-Маулсбах се налази у савезној држави Рајна-Палатинат у округу Алтенкирхен (Вестервалд). Општина се налази на надморској висини од 258 метара. Површина општине износи 6,1 km². У самом мјесту је, према процјени из 2010. године, живјело 332 становника. Просјечна густина становништва износи 54 становника/km².